# 黃心美
黃心美（英語：Scarlett Wong，1982年3月28日—），曾使用藝名黃幗頤，前Now寬頻電視藝員，現為ViuTV節目主持及藝員，畢業於卑詩大學，能操流利粵語、英語及普通話。其四妹黃心穎也是藝人。

## 簡歷
黃心美幼時家貧，一家人與2名妹妹擠於面積200平方呎的黃大仙上邨公屋單位中，直到四妹黃心穎出生，才有足夠人數可搬到居屋。黃心美曾就讀德貞小學及聖保祿中學，她早在加拿大溫哥華被發掘當電視台的節目主持，亦曾參加歌唱比賽。2006年回流返港，即簽約東亞唱片成為歌手，但卻被派往無綫娛樂新聞台出任娛樂主播。3年後歌手合約完結，一心到台灣生活，卻又被now寬頻電視看中，召回港當主持。
黃心美除了擔任ViuTV其中一名節目主持,曾擔任大大小小的主持人过百次，當中更有為禮賓府、香港賽馬會、Samsung Galaxy發佈會等大型活動當主持人。其胞妹為2012年度香港小姐競選亞軍黃心穎。
2017年，黃心美先後接了不少網上廣告，不時與無綫電視藝員黎諾懿、王浩信等人合作。黃心美亦透露驗出甲狀腺指數高企，醫生指可能工作壓力大，勸她轉行，因為她對工作非常緊張，所以要戒口及每隔三個月做檢查，其實有遺傳的可能，因為父親及祖母都有這情況，幾個妹妹暫時沒有。
2018年11月，黃心美暫別ViuTV，其後曾作自由身藝人，亦不時為HOY TV（前身為「奇妙電視」及「香港開電視」）及香港電台電視部主持節目，至2024年6月下旬重返ViuTV，並即將為「美麗40步」擔任主持。

## 感情生活
2010年，黃心美與台灣人Thomas結婚。後因兩人時常分隔兩地而導致感情淡化，並於2015年離婚。

## 曾主持節目

### now101台
- 《撳錢》
- 《撳快錢》
- 《靦腆醫學》
- 《操控音樂》
- 《球分》
- 《阿爾巴尼亞feel so good》
- 《Lifetival》
- 《Apostrophe'》

### now芒果台
- 《103數星星》

### now PLTV
- 《巴克萊英格蘭超級聯賽》

### now觀星台
- 《Petgazine II》

### 香港電台電視部
- 《小學校際通識大賽2015》
- 《我家在香港III》
- 《龍躍千里——甲辰年新春音樂派對》
- 《香港故事老店情未了》

### ViuTV
- 《區區有樂》
- 《暗中旅行》
- 《歌度有…》
- 《Girls' Talk》
- 《煮餐飯有幾難》
- 《暗中旅行2》
- 《Good Night Show 全民星戰》
- 《Good Night Show 全民造星》
- 《美麗40路》

### 香港開電視
- 《男士堂》

## 電視劇（ViuTV）
- 《瑪嘉烈與大衛》飾 瑪嘉烈
- 《三一如三》飾 少年黃美玲
- 《歌度有…》 （第1集）
- 《已讀不回》飾 何楚恩

## 電影
- 2012《八星抱喜》飾 白雪
- 2019《心冤》飾 Suey，鑑證科
- 2022《致命24小時》飾 醫生

## 活動主持
- 香港迪士尼樂園度假區：「蟻俠與黃蜂女：擊戰特攻！」揭幕儀式

## 外部連結
- 黃心美的新浪微博
- 黃心美的Instagram帳戶
- 黃心美的Facebook專頁